# والسول
والسال (/ˈwɔːlsɔːl/  أو /ˈwɒlsɔːl/) هي مدينة صناعية تقع غرب ميدلاندز في إنجلترا. تقع على بعد 8 أميال إلى الشمال الغربي من مدينة برمنغهام و 6 أميال شرق مدينة وولفرهامبتون. تاريخيا تعد جزء من  مدينة ستافوردشاير.

## توأمة
لوالسال اتفاقيات توأمة مع كل من:
- ميربور
- لو بلانك ميسنيل
- ميلوز (6 أكتوبر 1962 - )[3]
- أمريتسار

## أعلام
- بيلي لي
- هاري ألين
- تومي ألين
- جون إدوارد غراي
- جيروم كلابكا جيروم

## وصلات خارجية
- Chisholm, Hugh, ed. (1911). "Encyclopædia Britannica". Encyclopædia Britannica (بالإنجليزية) (11th ed.). Cambridge University Press.
- والسال منتدى المجتمع ورسالة المجلس
- والسال الأخبار اليومية (theyamyam)
- بي بي سي بلاك البلد
- والسال الحضرية البلدة مجلس
- سانت ماثيو الكنيسة
- الجديد آرت جاليري والسال
- والسال جلد المتحف
- ولد في والسال – صور جدارية كبيرة
- أصوات من خلال ممرات – التراث والسال مانور المستشفى
- صور من الزملاء بارك ملعب لكرة القدم – المنزل القديم من نادي والسال
- Walsallfans.co.في المملكة المتحدة – والسال FC أنصار الموقع
- أسود بلد الفرعي من Birmingham Mail
- تاريخ والسال المسارح
- والسال الناس والأحداث البوابة